# Henri François Lambert
Pour les articles homonymes, voir Henri Lambert et Lambert.
Henri-François Lambert, né le 2 juin 1760 à Haraucourt (Meurthe-et-Moselle), mort le 7 septembre 1796 à Neustadt (Électorat de Bavière), est un général de brigade de la Révolution française.

## Enfance
Né dans une famille modeste composée de son père Antoine et de sa mère Magdeleine Mangin tous deux au service du puissant seigneur du village, le comte de Chatenay. L'acte de baptême indique que l'enfant a pour parrain le comte Henri François de Chatenay et pour marraine Anne Françoise, comtesse du Hautoy. Ces parrainages n'ont rien d'exceptionnel. Il était fréquent que les nobles parrainent officiellement les enfants de leurs subordonnés.

## États de service
Il entre en service le 5 août 1780 comme volontaire au régiment d'Artois. En 1783, il fait la campagne de Gibraltar. Il est nommé caporal le 2 décembre 1784, et fourrier le 1er novembre 1785. Il est congédié à Caen le 15 octobre 1788.
En 1786, il s'était marié avec Simone Angélique Fischer originaire de Gray, fille du chef de musique de son régiment. Après son congé, Il rentre dans sa belle famille fixée à Dijon. 
Le 5 septembre 1792, il est élu lieutenant-colonel en second du 1er bataillon de volontaires de la Côte-d’Or, et il sert en 1792 et 1793 à l’armée du Nord. Il devient chef de bataillon le 12 avril 1793.
Il est envoyé à l'armée du Nord et fait la campagne 1792-1793. Il prend part au siège de Valenciennes. Il est ensuite affecté à l'armée des Alpes et concourt au siège de Lyon.  
Il est promu général de brigade le 28 janvier 1794, à l’armée du Rhin, et le 13 juin 1795, il passe à l’armée de Rhin-et-Moselle. Il se distingue en particulier lors de la reprise de Kaiserlautern. Le 9 juillet 1796, il a un cheval tué sous lui à la bataille d'Ettlingen (en), et le 7 septembre 1796, il est tué par une bombe lors d’une reconnaissance devant Neustadt. Il est inhumé le lendemain dans le village de Rottenegg (en).

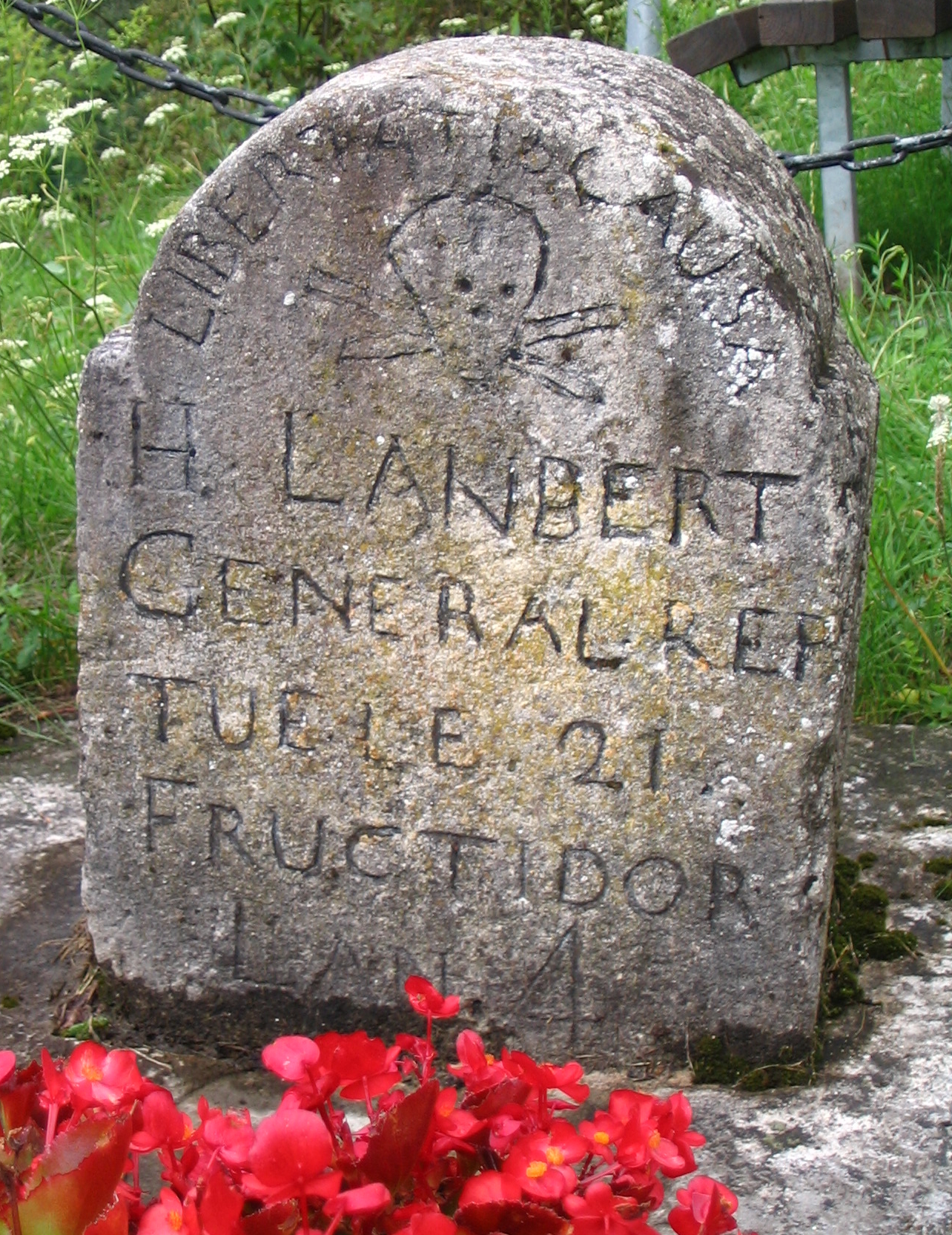
Pierre tombale du général Henri Lambert à Rottenegg
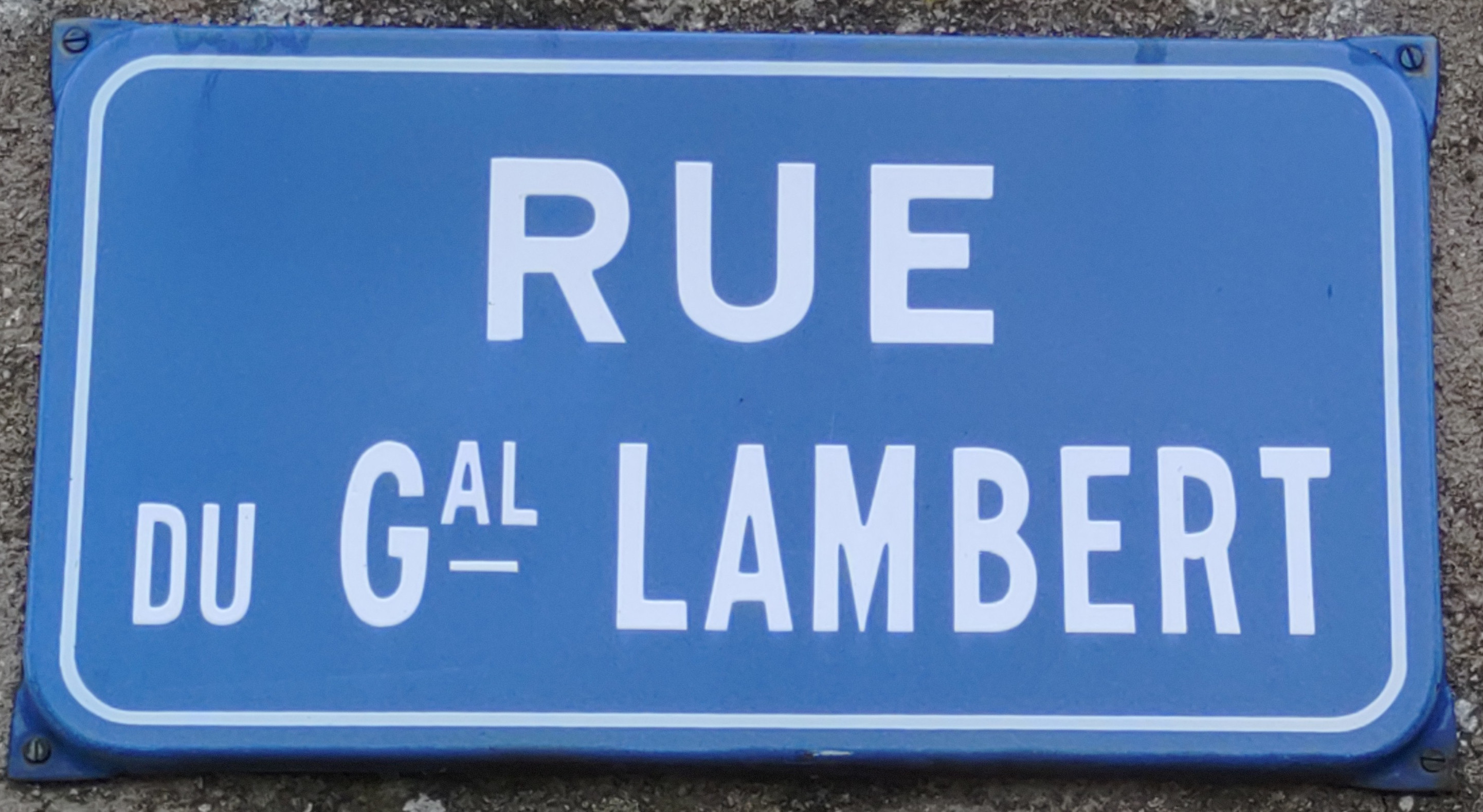
plaque de rue dans son village natal.

## Sources
1. 1 2 3  Paul BEIX, Haraucourt avant la Révolution, Haraucourt, monographie, 1939, chapitre spécial consacré au Gal Lambert
2. ↑  « Le général Lambert 1760-1796 » [PDF], sur ancien site de la Mairie de Haraucourt (consulté le 5 mars 2022)

- Gouvion Saint Cyr, Maréchal de l'Empire d'Y. Le Blond.
- (en) « Generals Who Served in the French Army during the Period 1789 - 1814: Eberle to Exelmans »
- Jacques Charavay, Les généraux morts pour la patrie 1792-1871, Paris : Au siège de la Société, 1887, p. 38.